# إسحاق روس
إسحاق روس (بالإنجليزية: Isaac Ross)‏ هو لاعب اتحاد الرغبي نيوزيلندي، ولد في 27 أكتوبر 1984 في أشبورتون ‏ في نيوزيلندا.

## وصلات خارجية
- إسحاق روس عل موقع إسبنسكروم (الإنجليزية)
- إسحاق روس على موقع ItsRugby.co.uk (الإنجليزية)